# Самотність простих чисел
«Самотність простих чисел» (італ. La solitudine dei numeri primi) — перший роман італійського письменника Паоло Джордано, що вийшов у січні 2008 року у видавництві «Mondadori». Після виходу у світ одразу став бестселером в Італії й був перекладений понад 30-ма мовами. Тільки в Італії у 2008 році було видано понад 1 млн примірників. Жанр книжки визначають як роман виховання.

## Сюжет
Це роман про пару простих чисел, самотніх і загублених — Аліче Делля Рокк і Матію Балоссіно. Між ними багато спільного: життя обох затьмарюють події, що відбулися з ними в дитинстві. Аліче ненавидить лижну школу, куди її віддав батько, покладаючи на доньку великі надії. Під час одного зі змагань дівчинка відбилася від своєї групи з інструктором. Шукаючи шляху донизу, Аліче пробиралася наосліп крізь туман, однак не справилася з керуванням лижами і серйозно забилася, залишившись на все життя кульгавою. Матії не дає спокою смерть Мікели, розумово відсталої сестри-близнючки, яка безслідно зникла після того, як він залишив її в парку наодинці. Відтоді він постійно намагається завдати собі болю, шрамуючи себе. 
Розповідь, що починається з дитинства головних героїв, переходить до їхнього підліткового віку. Аліче страждає на анорексію, її стосунки з батьком ще більше ускладнюються. Як і Аліче, Матія не може порозумітися з батьками, які вважають його дивакуватим. У новій школі, де навчається і Аліче, він поводить себе відлюдкувато і спілкується лише з Денісом. Аліче теж почувається самотньо і стає об'єктом насмішок популярної у школі Віоли Баї та її подружок. Віола підштовхує Аліче запросити когось із хлопців на Віолин день народження: Аліче запрошує Матію, а разом із ним і Деніса. Так зав'язується дружба двох самотніх, травмованих подіями минулого підлітків. Вони існують ніби окремо, але їх постійно щось притягує одне до одного.
Після школи Аліче вирішує покинути університет, який цікавить тільки її батька, та стати фотографом. Матія ж закінчує університет, здобувши ступінь магістра математики. Йому запропонували стипендію в університеті за кордоном, тож Матії доводиться обирати між Аліче та примарним порятунком в математиці, що він і робить на користь другого. В університеті колегою і товаришем Матії стає Альберто Торча, з яким вони спільно роблять відкриття в математиці. У цей час Аліче працює в фотоательє Марчелло Кроцци та живе з Фабіо, лікарем, що доглядав у лікарні за її хворою матір'ю. З часом в їхніх стосунках все не ладнається: Фабіо хоче дитину, а Аліче не може завагітніти. Після гучної сварки Аліче залишається на самоті.
Аліче стає настільки слабкою, що наважується піти до лікарні. Там вона випадково зустрічає дівчину, яку жінка назвала Мікелою і яка зовнішньо дуже схожа на Матію. Аліче довго вагається, чи варто повідомити про це Матії. На лист Аліче, де та не пояснює нічого, Матія прилітає до неї на кілька днів. Однак дівчина не наважується йому розповісти про це. Обидва розуміють, що їхні стосунки не можуть мати ніякого розвитку.

## Цікаво
Матія назвав себе і Аліче парою простих чисел-близнюків: він — 2760889966649, а Аліче — 2760889966651.
 Прості числа діляться тільки на одиницю і самі на себе. Кожне з них посідає своє місце у безконечному шерезі натуральних чисел, затиснуте, як і всі числа, поміж двома іншими, але на крок далі, ніж решта. Ці числа — непевні й самотні, і саме тому Матія вважав їх достоту дивовижними. Іноді він думав, що в тому шерезі вони опинилися випадково, от просто потрапили там у пастку, нанизані разом, немов коралинки у намисті.— Паоло Джордано «Самотність простих чисел», с. 125

## Нагороди
У 2008 році за роман «Самотність простих чисел» Паоло Джордано отримав найпрестижнішу італійську премію «Strega», ставши наймолодшим в її історії лауреатом.

## Українські переклади
Джордано, П. Самотність простих чисел [Текст] : роман / Паоло Джордано; пер. з італ. Андрія Маслюха. — Львів : Видавництво Старого Лева, 2016. — 320 с.

### Рецензії
- Д. Дроздовський. «Самотність простих чисел»: математика життя від Паоло Джордано («Друг читача», 20.05.2016)

## Екранізації
У 2010 році на екрани вийшла однойменна екранізація роману.